# Lysiteles mandali
Lysiteles mandali là một loài nhện trong họ Thomisidae.
Loài này thuộc chi Lysiteles. Lysiteles mandali được Benoy Krishna Tikader miêu tả năm 1966.